# Joseph Emile Harley
Joseph Emile Harley (* 14. September 1880 in Williston, Barnwell County, South Carolina; † 27. Februar 1942 in Columbia, South Carolina) war ein US-amerikanischer Politiker und von 1941 bis 1942 Gouverneur des Bundesstaates South Carolina.

## Frühe Jahre und politischer Aufstieg
Joseph Harley studierte an der University of South Carolina. Er nahm am Spanisch-Amerikanischen Krieg von 1898 teil und brachte es später in der Nationalgarde von South Carolina bis zum Colonel. Neben seiner Tätigkeit als Rechtsanwalt war er für einige Jahre Präsident der First National Bank of Barnwell. Zwischen 1905 und 1906 und nochmals von 1927 bis 1930 war er Abgeordneter im Repräsentantenhaus von South Carolina. In der Zwischenzeit war er von 1912 bis 1922 Bürgermeister der Stadt Barnwell und danach Richter am Obersten Gerichtshof von South Carolina. Während der Amtszeit von Gouverneur Thomas Gordon McLeod von 1923 bis 1927 gehörte er dessen Stab an und von 1935 bis 1941 war er Vizegouverneur seines Staates.

## Gouverneur von South Carolina
Nach dem Rücktritt von Gouverneur Burnet R. Maybank, der im November 1941 in den US-Senat wechselte, fiel Harley das Amt des Gouverneurs zu. Zu diesem Zeitpunkt war Harley schon schwer an Kehlkopfkrebs erkrankt. Bald verlor er seine Stimme und er konnte nur noch schriftlich mit seiner Umgebung kommunizieren. Trotzdem stellte er sich den Herausforderungen des Amtes, so gut es ging. Nach dem japanischen Angriff auf Pearl Harbor und dem darauf folgenden Kriegseintritt der USA begann er in South Carolina mit der Umstellung der Wirtschaft auf den Kriegsbedarf. Er war auch für die Mobilmachung zuständig. Gleichzeitig leitete er eine Untersuchung gegen die staatseigene Strafanstalt, deren Verwaltung unter Korruptionsverdacht geraten war. Nachdem sich der Verdacht erhärtet hatte, wurde der Anstaltsleiter suspendiert und verurteilt. Schließlich erlag Harley am 7. Februar 1942 seiner Krankheit. Er war mit Sarah Agnes Richardson verheiratet, mit der er drei Kinder hatte.